# Лущево
Лущево (пол. Łuszczewo) — село в Польщі, у гміні Скульськ Конінського повіту Великопольського воєводства.
Населення — 466 осіб (2011).
У 1975-1998 роках село належало до Конінського воєводства.

## Демографія
Демографічна структура станом на 31 березня 2011 року:
|          | Загалом | Допрацездатний вік | Працездатний вік | Постпрацездатний вік |
| -------- | ------- | ------------------ | ---------------- | -------------------- |
| Чоловіки | 229     | 37                 | 166              | 26                   |
| Жінки    | 237     | 51                 | 131              | 55                   |
| Разом    | 466     | 88                 | 297              | 81                   |